# Marina Oswald Porter

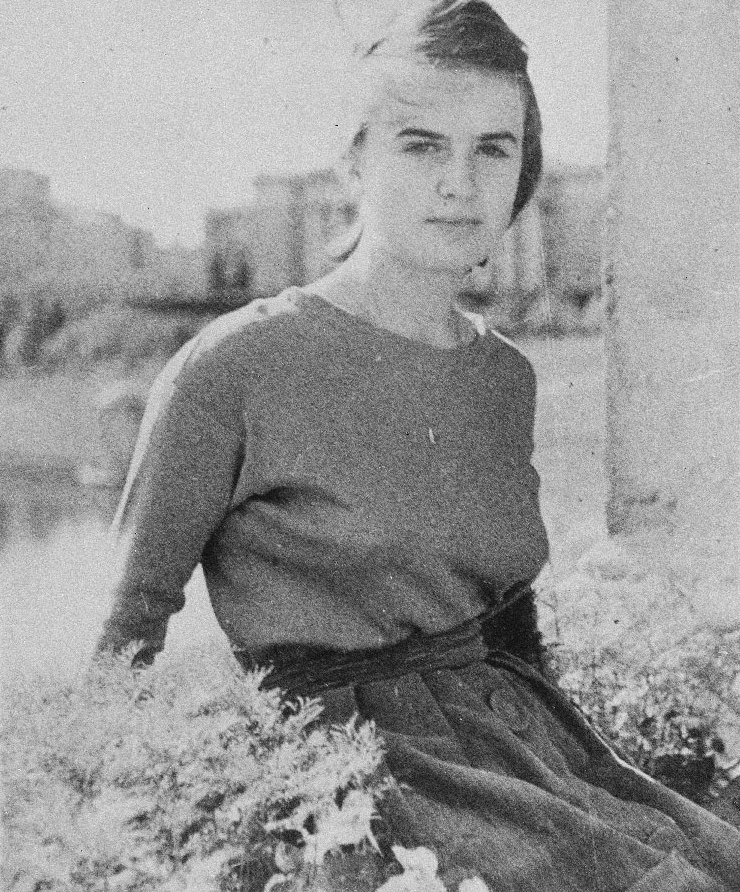
Marina Oswald Porter in Minsk (1961)

Marina Nikolajewna Oswald Porter (* 17. Juli 1941 in Molotowsk, Russische SFSR als Marina Nikolajewna Prussakowa) war die Ehefrau von Lee Harvey Oswald. Sie wurde 1941 in der Sowjetunion geboren und wanderte in die Vereinigten Staaten ein, nachdem sie den Veteranen des US Marine Corps Lee Harvey Oswald geheiratet hatte, als dieser vorübergehend in der UdSSR lebte. Nach der Ermordung von US-Präsident John F. Kennedy und der Ermordung Oswalds sagte Marina vor der Warren-Kommission gegen Oswald aus. Sie heiratete später erneut und wurde US-Staatsbürgerin. Sie revidierte später ihre Meinung hinsichtlich der Schuld ihres Ehemannes und gab an zu glauben, dieser sei unschuldig gewesen und Opfer eines größeren Komplotts geworden.

## Frühes Leben
Porter wurde als Marina Nikolajewna Prussakowa (russisch: Марина Николаевна Прусакова) in der Stadt Molotowsk (heute Sewerodwinsk) während des Zweiten Weltkriegs geboren. Dort lebte sie mit ihrer Mutter und ihrem Stiefvater bis 1957, als sie nach Minsk in der Weißrussischen SSR zu ihrem Onkel Ilja Prusakow zog, der Oberst im Innenministerium des UdSSR war. In Minsk studierte sie Pharmazie und arbeitete in einer Apotheke.

## Zeit mit Lee Harvey Oswald

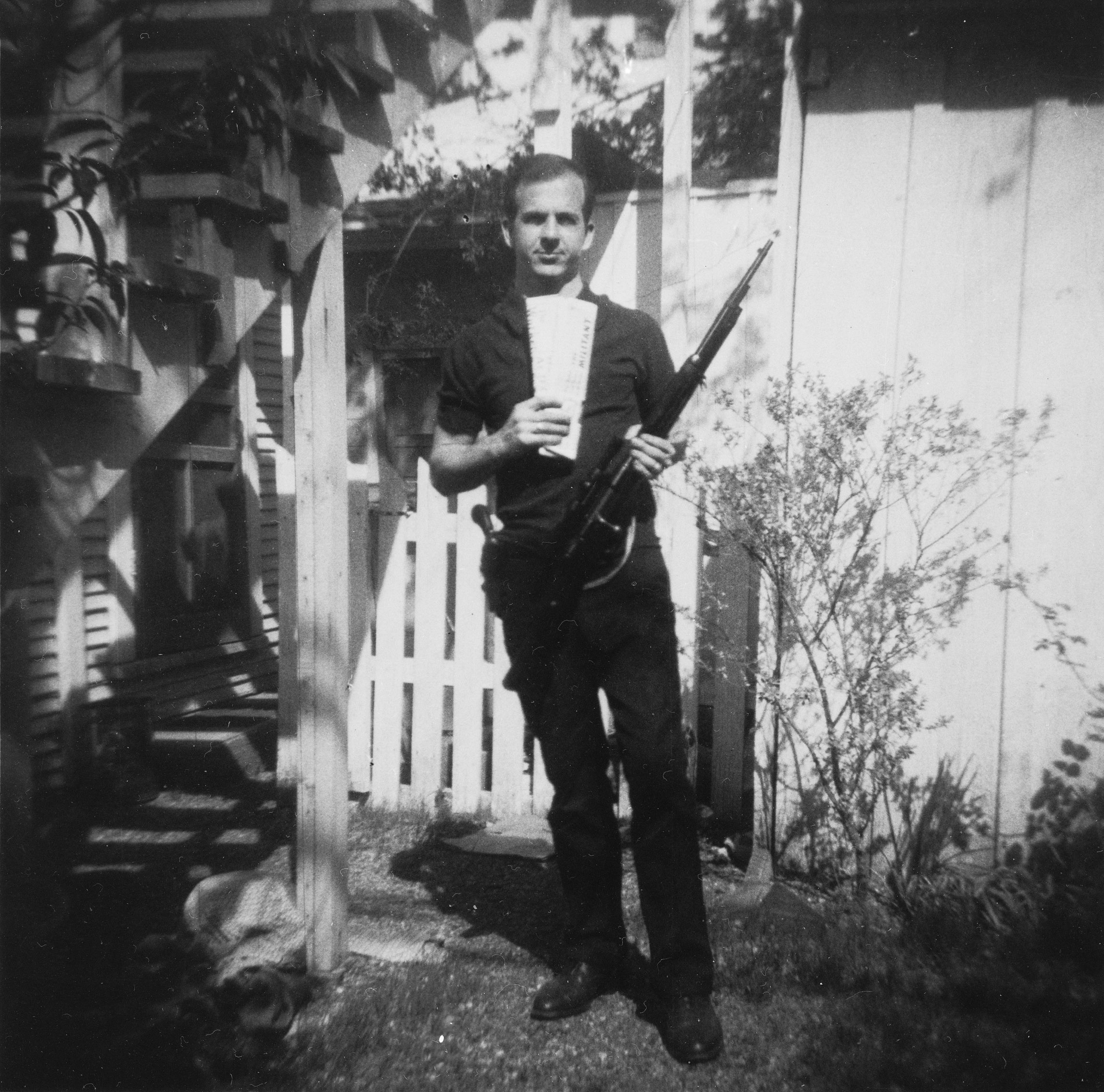
„Hinterhof-Foto“ von Lee Harvey Oswald mit Gewehr

Marina lernte Lee Harvey Oswald (einen ehemaligen US-Marine, der in die Sowjetunion übergelaufen war) am 17. März 1961 auf einer Tanzveranstaltung kennen. Sie heirateten sechs Wochen später und bekamen eine Tochter, June Lee Oswald, die im folgenden Jahr geboren wurde. Im Juni 1962 ging die Familie in die Vereinigten Staaten und ließ sich in Dallas, Texas, nieder. Auf einer Party im Februar 1963 machte George de Mohrenschildt das Paar mit Ruth Paine bekannt, die eine enge Freundin von Marina wurde. Im Januar 1963 bestellte Oswald per Post einen Smith & Wesson-Revolver und im März ein Carcanogewehr, welches für das Attentat auf John F. Kennedy verwendet wurde. Im selben Monat machte Marina laut ihrer eigenen Aussage vor der Warren-Kommission Fotos von Oswald mit dem Gewehr. Oswald war in Schwarz gekleidet und hielt zusätzlich eine Zeitschrift mit linker politischer Ausrichtung in seiner anderen Hand. Diese Fotos wurden als „Hinterhof-Fotos“ (Backyard photos) bekannt, welche von einigen Skeptikern wegen möglicher Ungereimtheiten bei den Schattierungen als Fälschung bezeichnet wurde. Ihre Echtheit ist jedoch weithin anerkannt.
Im April 1963 zogen Marina und ihre Tochter zu Ruth Paine (die sich gerade von ihrem Mann Michael getrennt hatte). Lee Oswald mietete ein eigenes Zimmer in Dallas und zog im Sommer 1963 kurz nach New Orleans. Anfang Oktober kehrte er nach Dallas zurück und mietete schließlich ein Zimmer im Viertel Oak Cliff in Dallas. Ruth Paine erfuhr von einer Nachbarin, dass im Texas School Book Depository eine Stelle frei war, und Oswald begann dort am 16. Oktober 1963 zu arbeiten. Am 20. Oktober brachte Marina im Parkland Memorial Hospital eine zweite Tochter zur Welt, Audrey Marina Rachel Oswald. Ihr Ehemann lebte wochentags weiterhin in Oak Cliff, wohnte aber an den Wochenenden bei ihr im Paine-Haushalt in Irving, eine Vereinbarung, die bis zur Verhaftung Oswalds wegen des Attentats auf Präsident Kennedy Bestand hatte.

## Nach der Ermordung von Kennedy
Marina erfuhr von der Ermordung John F. Kennedys durch die Medien und später von der Verhaftung ihres Mannes. Sie wurde nach Oswalds Verhaftung von der Polizei befragt. Am Nachmittag des 23. November sprachen Marina und Oswalds Mutter Marguerite zum letzten Mal mit Lee Harvey Oswald. Marina sagte, als sie ihren Mann sah, war er ruhig, aber „an seinen Augen konnte ich erkennen, dass er Angst hatte. Er hat sich mit seinen Augen von mir verabschiedet. Das wusste ich.“ Marina wurde im Alter von 22 Jahren eine alleinerziehende Witwe, als Oswald am 24. November von Jack Ruby ermordet wurde. Marina wohnte danach in einem Hotel und verkündete in den USA bleiben zu wollen. Sie erhielt Drohungen, aber auch zahlreiche Sympathiebekundungen.
Nach der Ermordung Kennedys und der Verhaftung ihres Mannes stand Marina unter dem Schutz des Secret Service, bis sie ihre Aussage vor der Warren-Kommission beendet hatte. Sie sagte aus, dass sie von Lee nie etwas Schlechtes über Kennedy gehört habe und dass Oswald ihr in Russland gesagt habe, dass er für den demokratischen Gouverneur John Connally stimmen werde, wenn er in die Vereinigten Staaten zurückkehre. In ihrer Aussage erklärte sie dennoch, dass sie glaube, dass ihr Mann schuldig sei. Nach dem Attentat mietete Marina ein Haus in Richardson, Texas, einem Vorort von Dallas, wo sie auch Arbeit als Verkäuferin in einer Drogerie fand. Von Spendern, die mit der Situation der alleinerziehenden Mutter sympathisierten, erhielt Marina bis 1964 Spenden in Höhe von 70.000 US-Dollar.
Im Januar 1965 schrieb sich Marina an der University of Michigan ein, kehrte aber später in die Gegend von Dallas zurück und kaufte ein Haus in Richardson. Sie heiratete im Juni 1965 den Elektriker Kenneth Jess Porter, mit dem sie ein drittes Kind hatte. Marina zog mit ihrem Mann und ihrer Familie nach Rockwall und vermied im Allgemeinen die Aufmerksamkeit der Öffentlichkeit. 1981 ließ Marina Oswalds Leiche exhumieren, um die Behauptung zu widerlegen, dass ein russischer sowjetischer Agent, der wie Oswald aussah, an seiner Stelle begraben sei. 1989 wurde sie Staatsbürgerin der Vereinigten Staaten. Sie arbeitete in einem Bekleidungsgeschäft der US-Streitkräfte und ging später in Rente.

### Spätere Aussagen zur Schuld ihres Mannes
1978 sagte Marina erneut zur Kennedy-Ermordung vor dem House Select Committee on Assassinations des US-Repräsentantenhauses aus. Sie sagte aus, ihr Mann könnte der Mörder gewesen sein, glaubte allerdings nicht an ein politisches Motiv ihres Mannes. Marina sagte später in verschiedenen Interviews ab den späten 1980er Jahren, dass sie zu der Überzeugung gelangt sei, dass Oswald nicht allein gehandelt habe und Opfer eines größeren Komplotts geworden sei. 1993 sagte sie, dass sie nicht glaube, dass Lee die Schüsse auf Kennedy abgegeben habe. Marinas Töchter gaben ebenfalls einige Interviews, in denen sie ihre Skepsis bezüglich der Schuld Oswalds zum Ausdruck brachten. Im Jahr 2018 wurde Marina wegen der Theorie kontaktiert, dass der nicht identifizierte „Gebetsmann“, der während der Ermordung durch Dave Wiegman Jr. von NBC und James Darnell von WBAP-TV auf den Stufen des Texas School Book Depository gefilmt wurde, Oswald war. Ed Ledoux rief Marina an, nachdem Stan Dane Vergrößerungen der Filme von Darnell und Wiegman geschickt hatte, auf denen die Figur des „Gebetsmanns“ zu sehen war. Eine unaufgeforderte Marina meldete sich freiwillig: „Es ist Lee“. Sie bleibt bei ihrer Überzeugung, dass Oswald der „Gebetsmann“ war.